# Jurkiwka (Bila Zerkwa)
Jurkiwka (ukrainisch Юрківка; russisch Юрковка Jurkowka) ist ein Dorf im Süden der ukrainischen Oblast Kiew mit etwa 500 Einwohnern (2001).

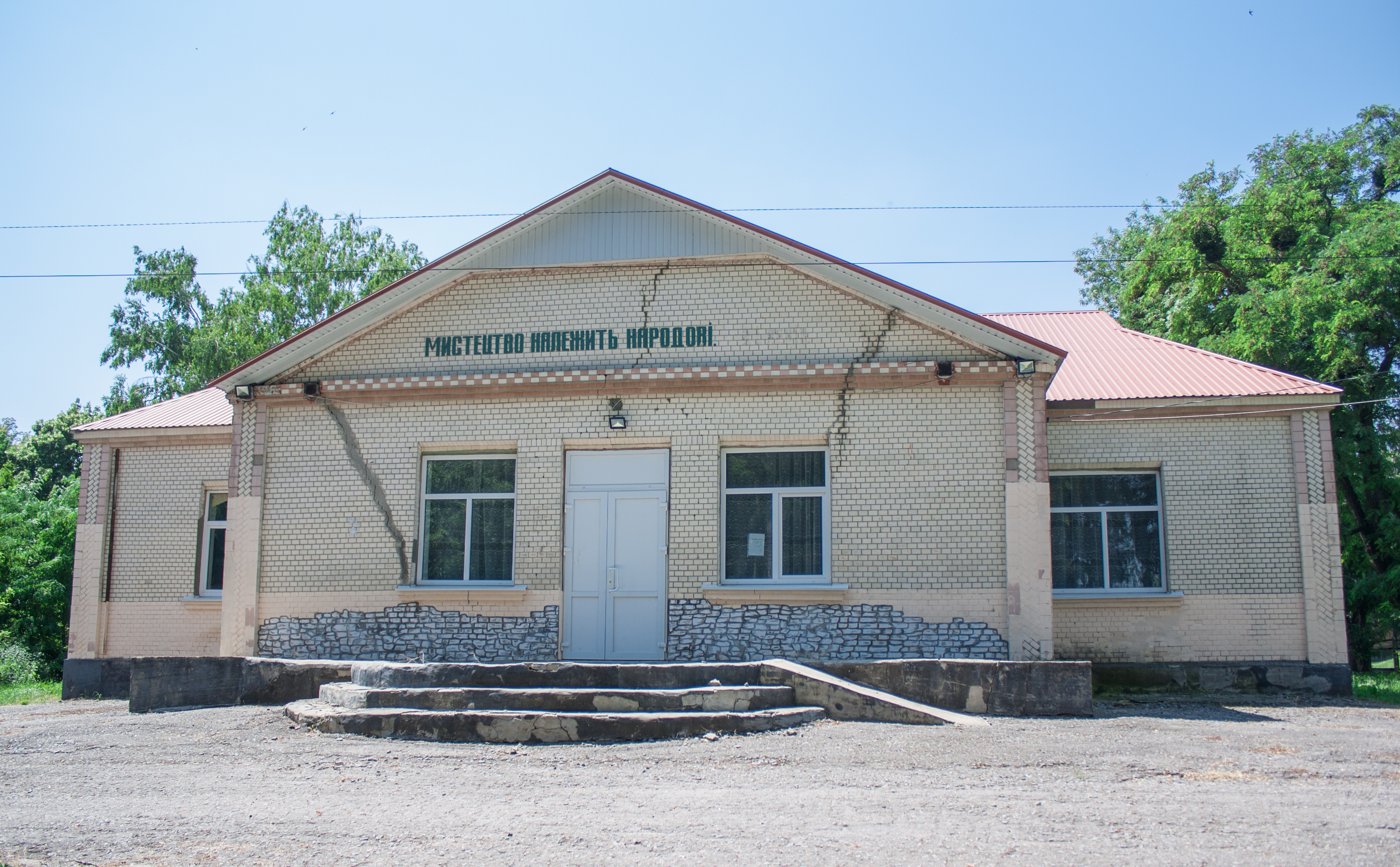
Kulturhaus im Ort

Das erstmals 1765 schriftlich erwähnte Dorf liegt im Dneprhochland auf einer Höhe von 254 m zwischen dem Hnylyj Tikytsch und dem Torz (Торц), einem 28 km langen, rechten Nebenfluss des Ros, 13 km südwestlich vom ehemaligen Rajonzentrum Stawyschtsche und etwa 140 km südlich von Kiew.

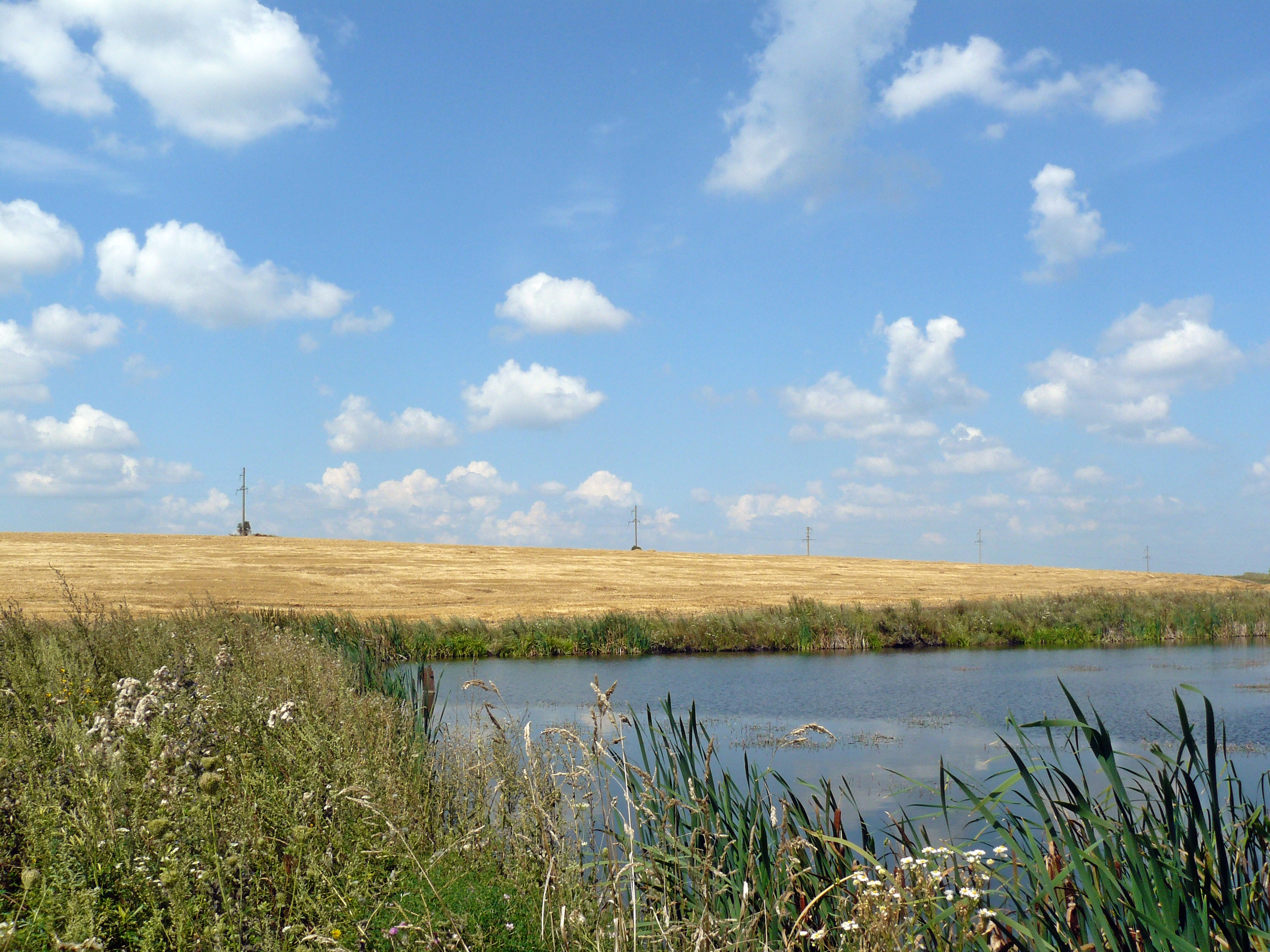
Landschaft bei Jurkiwka

Durch das Dorf verläuft die Fernstraße M 05/E 95.
Am 12. Juni 2020 wurde das Dorf ein Teil der neugegründeten Siedlungsgemeinde Stawyschtsche, bis dahin bildete es zusammen mit dem Dorf Tortschyzkyj Stepok (Торчицький Степок) die gleichnamige Landratsgemeinde Jurkiwka (Юрківська сільська рада/Jurkiwska silska rada) im Süden des Rajons Stawyschtsche.
Am 17. Juli 2020 kam es im Zuge einer großen Rajonsreform zum Anschluss des Rajonsgebietes an den Rajon Bila Zerkwa.

## Persönlichkeiten
- Galina Iwanowna Dschunkowskaja (1922–1985), sowjetische Pilotin